# فيروس الحصبة الألمانية
فيروس الحصبة الألمانية (بالإنجليزية: Rubella virus)‏ هو العامل الممراض المسبب لداء الحصبة الألمانية، وهو سبب متلازمة الحميراء الخلقية عندما تحدث العدوى خلال الأسابيع الأولى للحمل. البشر هم المضيف الوحيد المعروف لهذا الفيروس.
فيروس الحصبة الألمانية هو النوع الوحيد في جنس فيروس طخائي (فيروس الحميراء) من عائلة الفيروسات الطخائية وهو من الفيروسات الاٍيجابية ذات الرنا أحادي السلسلة ذو قفيصة عشرونية الوجوه.

## البنية
جسيمات الفيروس الكروية (virions) هي من الفيروسات الطخائية ويبلغ قطرها 50 حتي 70 نانومتر ويغطيها غشاء الدهون (المغلف الفيروسي) المستمد من غشاء الخلية المضيف. هناك إمدادات من 6 نانومتر تتكون من البروتينات الفيروسية المغلفة E1 و E2 داخل الغشاء.
داخل مغلف الدهون هناك قفيصة قطرها 40 نانومتر.

## وصلات خارجية
- نطاق فيروسي فيروس طخائي